# Conoderus nonus
Conoderus nonus is een keversoort uit de familie kniptorren (Elateridae). De wetenschappelijke naam van de soort is voor het eerst geldig gepubliceerd in 1888 door W.J. Macleay.